# Beijing-Tianjin Intercityjernbane
Beijing-Tianjin Intercityjernbane (forenklet kinesisk: 京津 城 际 铁路, traditionel kinesisk: 京津 城 际 铁路, pinyin: Jing-jin Chengji Tielu) er en højhastighedsjernbane alene for passagertog mellem Beijing og Tianjin i Folkerepublikken Kina. Den 117 km lange linje er designet til maksimal hastigheder på 350 km/t.
I øjeblikket anvendes højhastighedstog, der kører med hastigheder op til 330 km/t.
Da linjen åbnede den 1. august 2008, satte den rekorden for den hurtigste konventionelle togforbindelse i verden med hensyn til tophastighed, og reducerede rejsetiden mellem de to byer fra 70 til 30 minutter.